# Humboldtstraße (München)
Die Humboldtstraße ist eine Innerortsstraße in den Stadtbezirken Au-Haidhausen (Nr. 5) und Untergiesing-Harlaching (Nr. 18) von München.

## Verlauf
Die Straße beginnt an der Wittelsbacherbrücke nördlich des Schyrenbads und verläuft in ostsüdöstlicher Richtung zum Kolumbusplatz am Giesinger Berg.

## Öffentlicher Verkehr
Am von der Innenstadt abgewendeten Ende der Straße liegt der U-Bahnhof Kolumbusplatz. Die von 1906 bis 1983 von der Straßenbahnlinie 17 durchfahrene Straße wird von den Metrobuslinien 52 und 58/68 der Münchner Verkehrsgesellschaft (MVG) bedient.

## Namensgeber
Die Straße ist nach dem Naturforscher Alexander von Humboldt (1769–1859) benannt.

## Charakteristik
Die weitgehend einheitlich im Stil der Wende vom 19. zum 20. Jahrhundert dicht bebaute Straße ist die Grenze zwischen der Unteren Au und Untergiesing. Sie verbindet das Schlachthofviertel mit dem Zentrum von Giesing in Obergiesing.

## Denkmalgeschützte Bauwerke

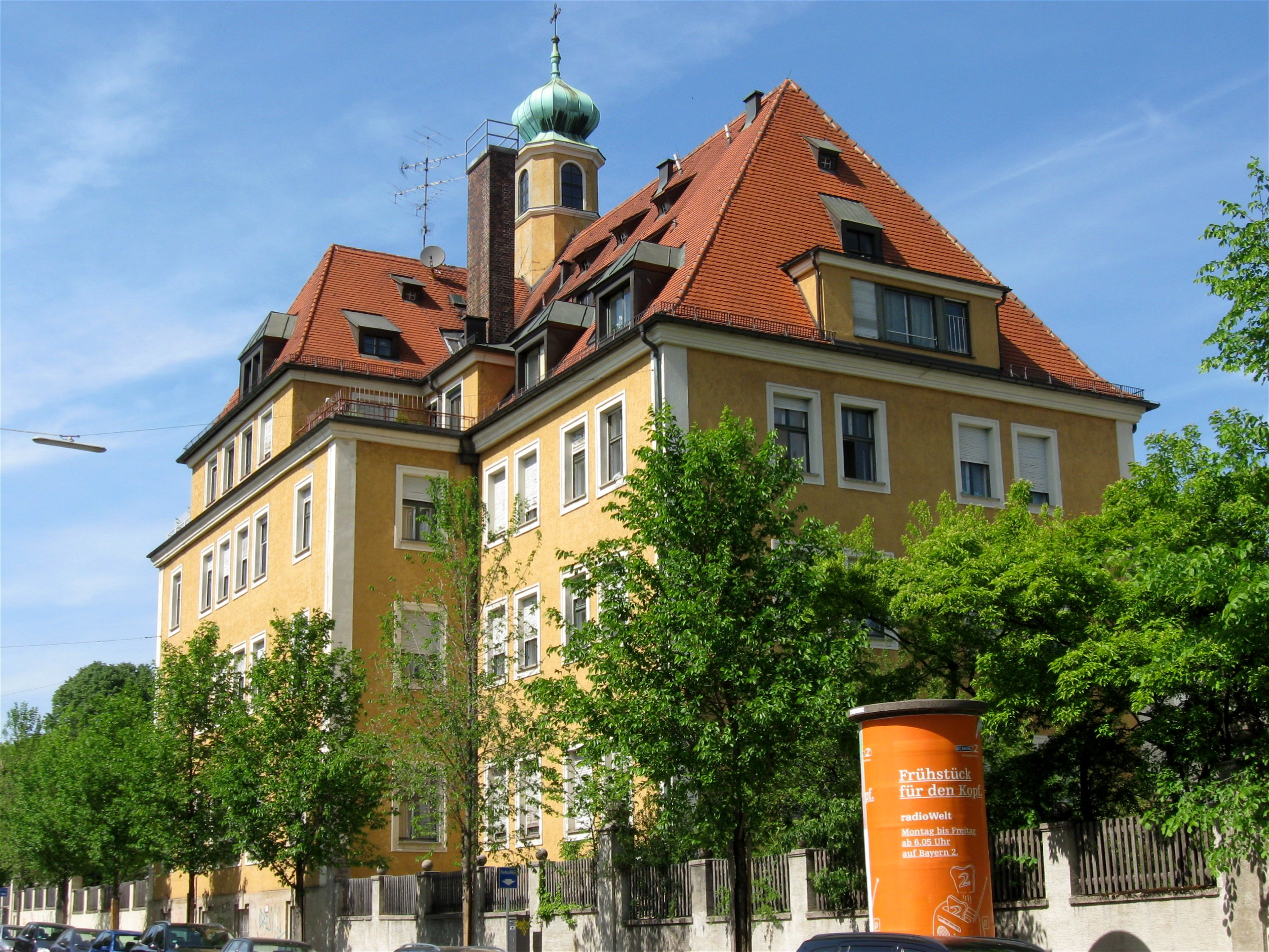
Marianum

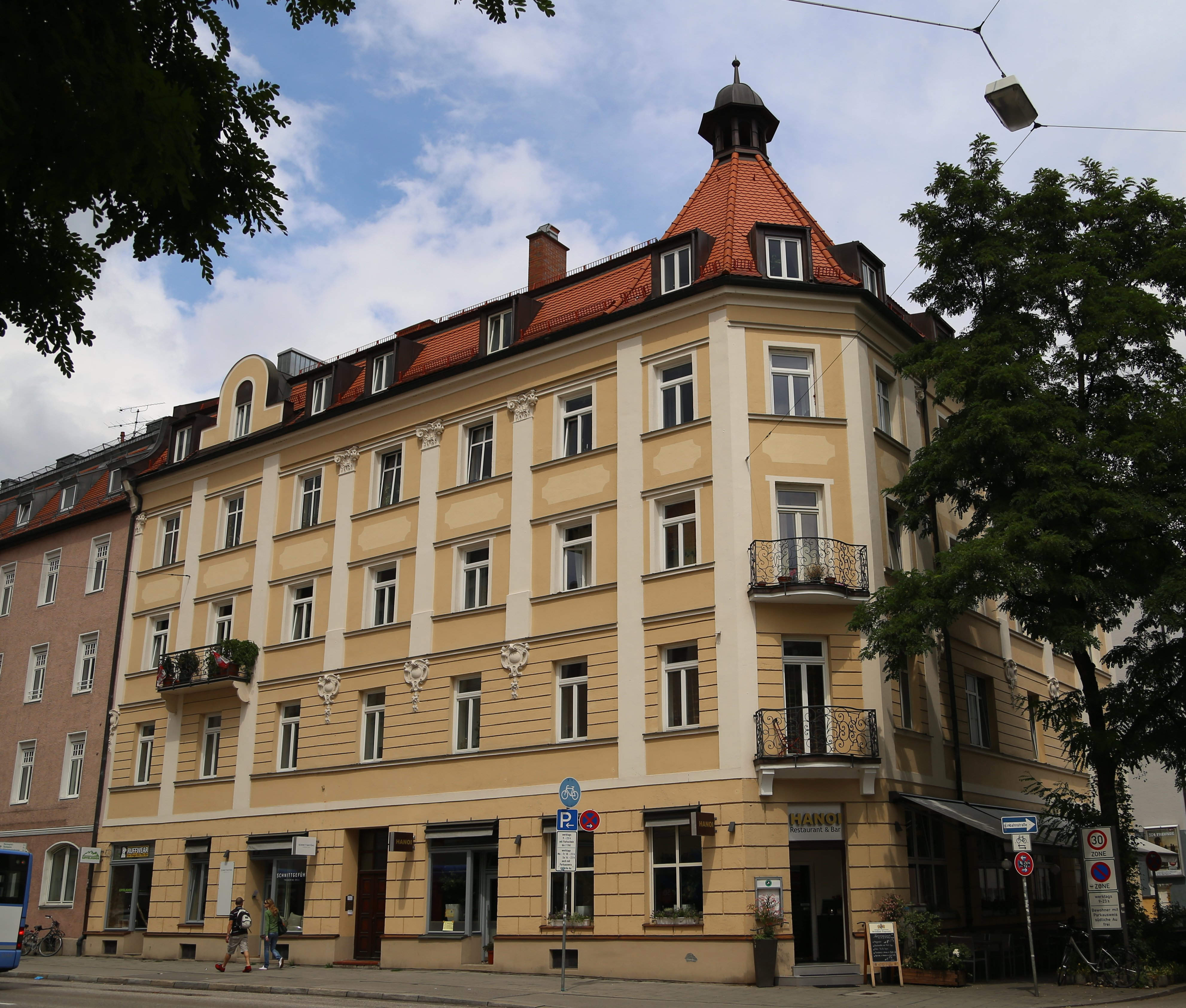
Humboldtstraße 5

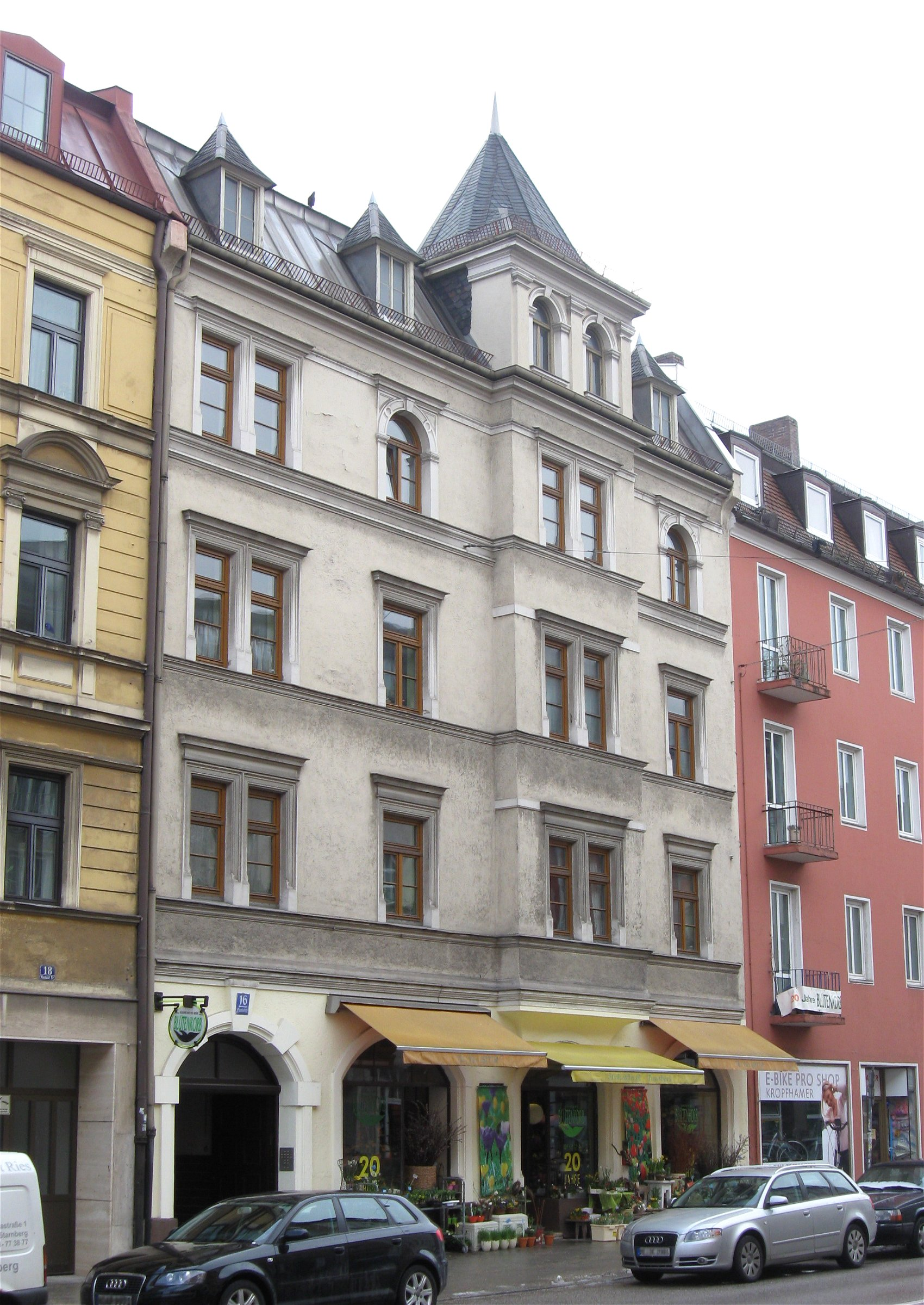
Humboldtstraße 16

- Hausnr. 1: Mietshaus, barockisierender Jugendstil, mit polygonalem Eckturm und Stuckdekor, um 1900; Gruppe mit Claude-Lorrain-Straße 9 (Denkmalliste D-1-62-000-2859)
- Hausnr. 2: Marianum, barockisierender Bau mit Portalvorbau, zwei Fassadenfiguren und Dachreiter, 1901 von Carl Hocheder; stark erneuert (Denkmalliste D-1-62-000-2860)
- Hausnr. 4: Mietshaus, neubarock, mit Erker und Stuckdekor, 1900 von Max Sepp (Denkmalliste D-1-62-000-2861)
- Hausnr. 5: Mietshaus, neubarock, mit Pilastern und Eckturm, 1902 von Max Sepp (Denkmalliste D-1-62-000-2862)
- Hausnr. 6: Mietshaus, barockisierender Jugendstil, mit Erker und Stuckdekor, bezeichnet 1902, von Max Sepp; Dachgeschoss verändert (Denkmalliste D-1-62-000-2863)
- Hausnr. 16: Mietshaus, deutsche Renaissance, mit Erkerturm, um 1890 (Denkmalliste D-1-62-000-2864)
- Hausnr. 17: Mietshaus, Neurenaissance, mit Mittelrisalit, Ende 19. Jahrhundert (Denkmalliste D-1-62-000-2865)
- Hausnr. 18: Mietshaus, viergeschossiger Traufseitbau mit Mansarddach, Neorenaissancefassade mit Putzgliederung, um 1890/1900 (Denkmalliste D-1-62-000-2866)
- Hausnr. 20: Mietshaus, neubarock, Eckbau mit drei Erkern, Putz- und Stuckdekor, um 1890/1900 (Denkmalliste D-1-62-000-2867)
- Hausnr. 21: Mietshaus, deutsche Renaissance, reich gegliedert, mit Erkerturm an der abgeschrägten Ecke und zwei Erkern, um 1900; Gruppe mit Oefelestraße 12 (Denkmalliste D-1-62-000-2868)
- Hausnr. 22: Mietshaus, neubarock, mit Erkerturm an der Ecke und Kolossalpilastern, um 1890 (Denkmalliste D-1-62-000-2869)
- Hausnr. 38: Mietshaus, neubarock, mit reicher Putzgliederung und Stuckdekor, 1899 von Ernst Dressler (Denkmalliste D-1-62-000-2870)